# Las mañanas Kiss
Las mañanas Kiss es un programa de radio emitido desde 2011 en Kiss FM. Actualmente es presentado por Xavi Rodríguez y María Lama.

## Etapas del programa
En todas las etapas, Marta Ferrer se mantiene al frente de la información.

### Etapa de Cristina Lasvignes (2011-2014)
Cristina Lasvignes acompañada de Alfredo Arense y Marta Ferrer, presentaron esta primera etapa en la que la información, el humor y el entretenimiento se alternan en este espacio matutino. Presentan este espacio hasta 2014. Estrenaron el formato el 3 de octubre de 2011.

### Etapa de Enrique Marrón (2014-2015)
Enrique Marrón presentó durante dos años una etapa más adaptada al público joven, en el intento del propietario de la cadena, Blas Herrero, de abaratar costes y aumentar la audiencia, que había caído a mínimos históricos.

### Etapa de Frank Blanco (2015-2016)
Tras el intento de la subida de audiencia, Blas Herrero decidió contratar a un peso pesado en la radio. Es así que, desde septiembre de 2015 hasta marzo de 2016, Frank Blanco se hizo cargo del despertador de Kiss FM y Hit TV junto a Ángeles Cortina y posteriormente con Irene Junquera. Además se contó con la colaboración de rostros como Paula Prendes o Chema Trueba. El 18 de marzo de 2016, anunció en directo la pérdida de ilusión y dejó el programa. El nivel de audiencia se elevó hasta el máximo en aquel momento en su segundo EGM al frente del programa, que fue publicado una vez él salió de la emisora.

### Etapa de Xavi Rodríguez (2016-actualidad)
Xavi Rodríguez, quien hasta ese momento se encargaba del programa De vuelta y media en las tardes junto a María Lama, se hizo cargo del programa junto a la ya mencionada María Lama y en el que colaboran rostros conocidos como Santi Villas, Marc Giró, Javier Quero, Berta Collado o Lorena Berdún. A principios de febrero de 2017, Berta Collado se convirtió en presentadora del espacio durante la baja maternal de María Lama. Ismael Arranz se encarga de la sustitución de las bajas de maternidad de Marta Ferrer en 2018 y 2021.
El programa recibió en 2018 la Antena de Oro en la categoría de Radio.